# Winnipeg is a Frozen Shithole
Albums de Venetian Snares
Infolepsy EP
(2004) Rossz Csillag Alatt Született
(2005)
Winnipeg Is a Frozen Shithole est un album studio de breakcore, composé par Venetian Snares et sorti sur le label 	Sublight Records en 2005. Le titre de l'album fait référence à la ville natale de Funk, Winnipeg. Les kicks distordus et les échantillons sonores dominent l'album, et créent pour la plupart une sonorité type gabber. L'album est réédité en 2013 sous forme de téléchargement numérique sur Bandcamp. Il est généralement bien accueilli par la presse spécialisée,,,,.

## Liste des pistes
1. Winnipeg Is a Frozen Shithole – 4:32
2. Winnipeg Is a Dogshit Dildo – 3:53
3. Winnipeg Is Fucking Over – 6:25
4. Winnipeg Is Steven Stapleton's Armpit – 2:52
5. Die Winnipeg Die Die Die Fuckers Die – 7:01
6. Winnipeg as Mandatory Scat Feed – 6:49
7. Winnie the Dog Pooh (Not Half Remix) – 4:07
8. Winnipeg Is a Boiling Pot of Cranberries (Fanny Remix) – 4:21
9. Die Winnipeg Die Die Die Fuckers Die (Spreading the Hepatitis SKM-ETR Style) – 5:17